# Kloosters van San Millán Yuso en Suso

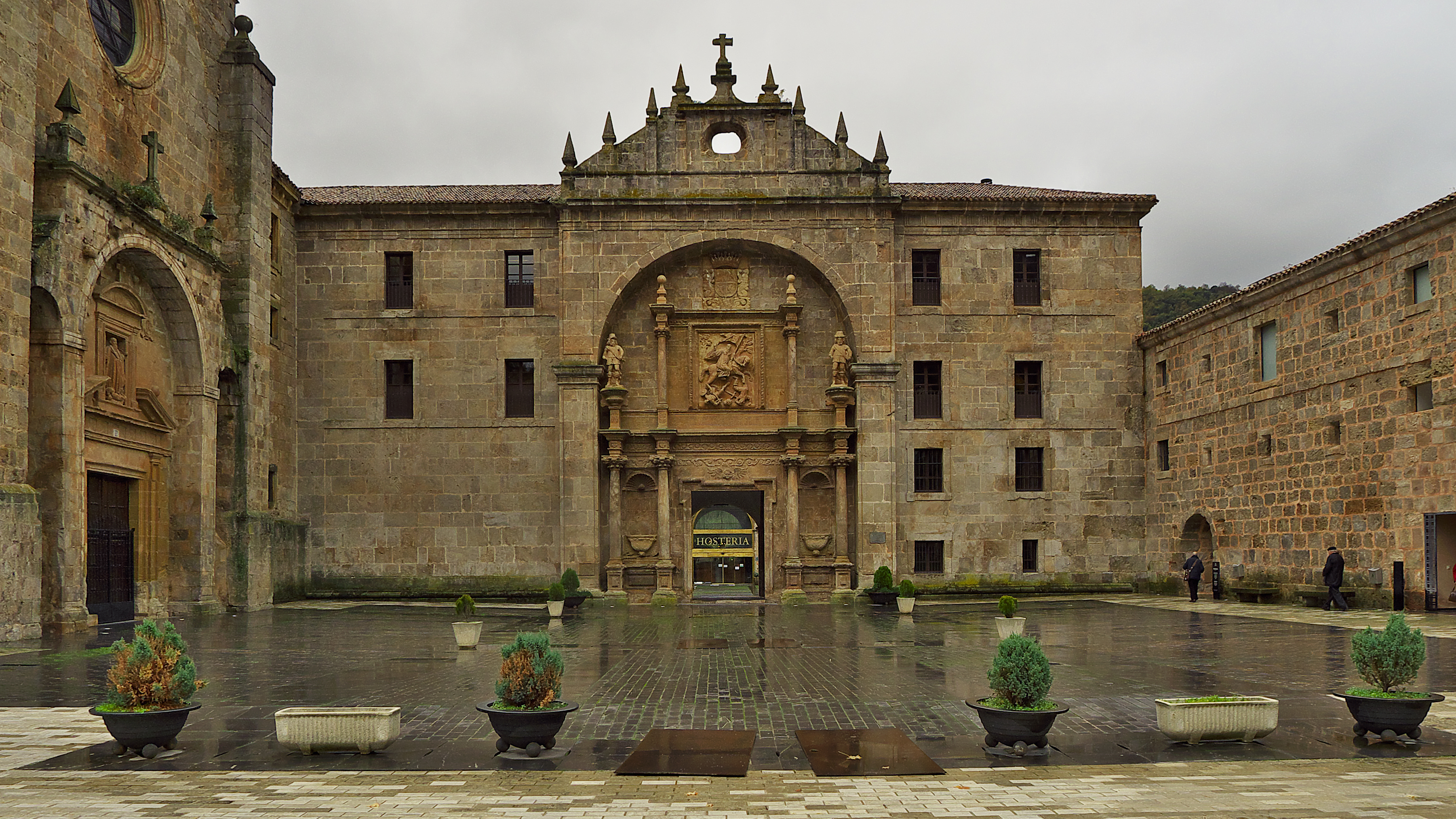
Toegang tot het klooster van Millán de Yuso

De Kloosters van San Millán Yuso en Suso (Spaans: Monasterios de San Millán de Yuso y de Suso) zijn twee kloosters in San Millán de la Cogolla in La Rioja, Spanje. In de namen van de kloosters verwijzen Suso en Yuso naar "hoger" en "lager" in Oud-Castiliaans.
Suso is het oudste van de twee bouwwerken, dateert uit de 6e eeuw en is naar overlevering gebouwd op de plaats van de kluizenarij van de heilige Aemilianus de la Cogolla waarbij Millán de Spaanse vertaling is van Aemilianus. Het bouwwerk met een Romaanse kerk is een getuige van de overgang van eremieten naar cenobieten in het religieus leven. In dit klooster werden zinnen in de Spaanse en Baskische talen een eerste maal samen geschreven als glossen op een Latijnse codex. Het betrokken manuscript is gekend als de Glosas Emilianenses. De kloosters zijn daarom een halte op de Camino de la Lengua Castellana. Het klooster werd verlaten rond 1837 na de Desamortización (sluiting en privatisering van kloosters) onder het bewind van Juan Álvarez Mendizábal.
San Millán de Yuso is een klooster uit de 11e eeuw, van oorsprong een benedictijnenklooster maar later ingenomen door een gemeenschap van augustijner heremieten recoletten (Ordo Augustinianorum Recollectorum). Een deel van het klooster is tegenwoordig omgevormd tot een hotel. Het klooster ligt ook in de nabijheid van de pelgrimsroute naar Santiago de Compostella tussen Nájera en Burgos en wordt ook door sommige pelgrims aangedaan als rustplaats.
De architectuur van de kloosters bestaat uit Mozarabische, Visigotische, middeleeuwse, renaissance en barok stijlen. De Spaanse geschreven en gesproken taal is geboren in deze kloosters; de eerste literatuur in het Castiliaans werd hier geschreven en ontwikkelde zich tot een van de meest gesproken talen ter wereld. Om die redenen werden de kloosters in december 1997 tijdens de 21e sessie van de Commissie voor het Werelderfgoed erkend als cultureel werelderfgoed en toegevoegd aan de UNESCO werelderfgoedlijst.
- Biblioteca Nacional de España: XX127252
- Library of Congress Control Number: n80113682
- Système universitaire de documentation: 027930815
- Virtual International Authority File: 125052195

Alhambra, Generalife en Albaicín, Granada ·
Kathedraal van Burgos ·
Historisch centrum van Córdoba ·
Klooster en plaats van het Escorial, Madrid ·
Werken van Gaudí ·
Grot van Altamira en de paleolithische grotkunst van Noord-Spanje ·
Monumenten van Oviedo en het koninkrijk Asturië ·
Oude stad Ávila met de Kerken-buiten-de-Muren ·
Oude stad Segovia en aquaduct ·
Santiago de Compostella (oude stad) ·
Nationaal park Garajonay ·
Historische stad Toledo ·
Mudéjararchitectuur van Aragón ·
Oude stad Cáceres ·
Kathedraal, Alcázar en Archivo General de Indias in Sevilla ·
Oude stad Salamanca ·
Klooster van Poblet ·
Archeologisch ensemble van Mérida ·
Pelgrimsroute naar Santiago de Compostella ·
Koninklijk klooster van Santa Maria de Guadalupe ·
Nationaal park Doñana ·
Historische ommuurde stad Cuenca ·
La Lonja de la Seda van Valencia ·
Las Médulas ·
Palau de la Música Catalana en Hospital de Sant Pau, Barcelona ·
Monte Perdido ·
Kloosters van San Millán Yuso en Suso ·
Prehistorische rotskunst in de Coa Vallei en de Siega Verde ·
Rotskunst van het Middellandse Zeebekken op het Iberisch Schiereiland ·
Universiteit en historische parochie van Alcalá de Henares ·
Ibiza, biodiversiteit en cultuur ·
San Cristóbal de La Laguna ·
Archeologisch ensemble van Tarraco ·
Archeologisch Atapuerca ·
Catalaanse romaanse kerken van de Vall de Boí ·
Palmeral van Elche ·
Romeinse muur van Lugo ·
Cultuurlandschap van Aranjuez ·
Monumentale renaissance-ensembles van Úbeda en Baeza ·
Vizcayabrug ·
Oude en voorhistorische beukenbossen van de Karpaten en andere regio's van Europa ·
Nationaal park El Teide ·
Herculestoren ·
Cultuurlandschap van de Serra de Tramuntana ·
Erfgoed van kwik. Almadén en Idrija ·
Dolmens van Antequera ·
Kalifaatstad Medina Azahara ·
Cultuurlandschap van de Risco Caído en de heilige bergen van Gran Canaria  ·
Paseo del Prado en Parque del Buen Retiro, een landschap van kunst en wetenschap